# Colom imperial ceravermell
El colom imperial ceravermell (Ducula rubricera) és una espècie d'ocell de la família dels colúmbids (Columbidae) que habita boscos de les illes Bismarck i les Salomó.